# Білосніжка
Білосніжка (нім. Schneewittchen , англ. Snow White) — казка братів Грімм а також її головний персонаж.
Білосніжка — красива дівчина, яку зла мачуха вигнала у ліс. Вона знайшла притулок у жителів лісу — семи гномів (нім. Zwerge). Зла заздрісниця отруїла Білосніжку яблуком, але та воскресла від поцілунку прекрасного принца. Ця казка була створена в Німеччині. Також за казкою зняли мультфільм.
Певну паралель можна провести між східноафриканською казкою «Чарівне дзеркало», де замість семи гномів десять мисливців.

## Сюжет
Одного зимового сніжного дня королева сидить у вікна і шиє. Випадково вона коле голкою палець, з якого крапають три краплі крові, і думає: «Ах, якби у мене народилася дитинка, біла як сніг, рум'яна як кров і чорнява як чорне дерево». Її бажання здійснюється і народжується дівчинка, яку назвали Білосніжкою: вона була з білосніжною шкірою, чорними волоссям і зі здоровим рум'янцем на щічках. Після народження дочки королева вмирає, і король через рік одружується з іншою, гордою і зарозумілою красунею. Коли Білосніжці виповнюється 7 років, чарівне дзеркальце гордої королеви визнає її пасербицю найкрасивішою в країні. Королева доручає псареві відвести дівчинку до лісу і вбити, а на доказ принести їй легеню і печінку. Пожалівши Білосніжку, псар приносить королеві легеню і печінку молодого оленя, які та готує і з'їдає.
Білосніжка знаходить у лісі хатину, в якій накритий столик на сім персон і, щоб вгамувати голод, бере собі від кожної порції трохи овочів, хліба і вина, а після, перехрестившись, засинає на одному з ліжок. Як стемніло, у хатину приходять господарі, якими виявляються сім гірських гномів-рудокопів. Вони бачать крихітку і захоплені її красою. Вранці, вислухавши історію Білосніжки, гноми пропонують дівчинці залишитися з ними і вести домашнє господарство. Також застерігають від спілкування з незнайомими людьми, побоюючись підступів її мачухи. Дізнавшись від свого дзеркальця, що Білосніжка і все ще жива за сімома горами, королева тричі приходить, переодягнувшись в різних людей, в її арсеналі - задушливий шнурок для сукні, отруйний гребінь і отруєне яблуко. Двічі Білосніжку рятують гноми, але в третій раз розпізнати причину заледеніння їх улюблениці не вдається. Але навіть бездиханна Білосніжка була свіжою і рум'яною, тому гноми не наважуються поховати її, вони виготовляють прозору кришталеву труну із золотим написом і ставлять її на вершині гори. Навіть звірі й птахи приходять оплакати королівську дочку, а добрі гноми по одному позмінно несуть варту. Зла ж королева отримує від свого дзеркальця підтвердження, що вона сама відтепер краше і миліше всіх.
Білосніжка дуже довгий час лежить у труні, здається сплячою і виглядає як і раніше прекрасно. Одного разу повз проїжджає королевич і, побачивши дівчину, закохується в неї. Королевич просить гномів обміняти або подарувати йому труну, бо він не може жити без погляду на кохану. Через співчуття гноми передають його слугам труну з красунею, який ті несуть на плечах, але спотикаються, і шматок отруєного яблука вискакує з горла Білосніжки. До неї повертається життя. Королевич та Білосніжка справляють весілля, на яке також запрошена зла королева. Дізнавшись від дзеркальця, що наречена прекрасніша ніж вона, королева панікує. Однак цікавість бере верх і мачуха з'являється на весіллі, де упізнає свою пасербицю. Як покарання за свої діяння лиходійка змушена танцювати в розпечених залізних черевиках, доти, поки не падає замертво.

## Фотогалерея

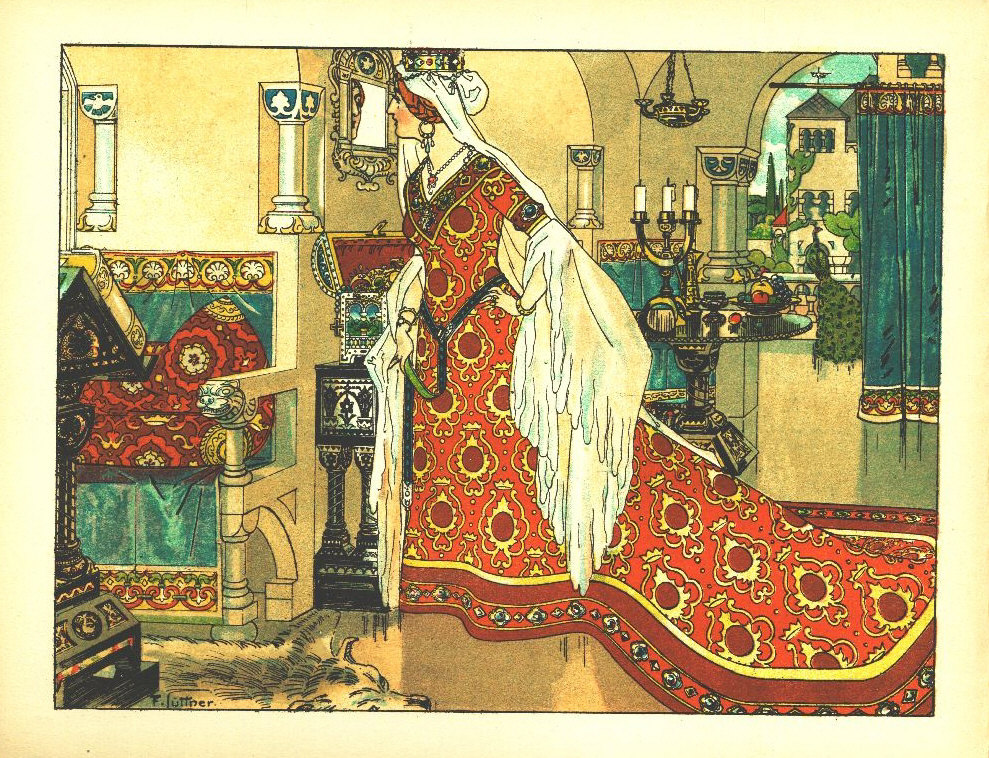
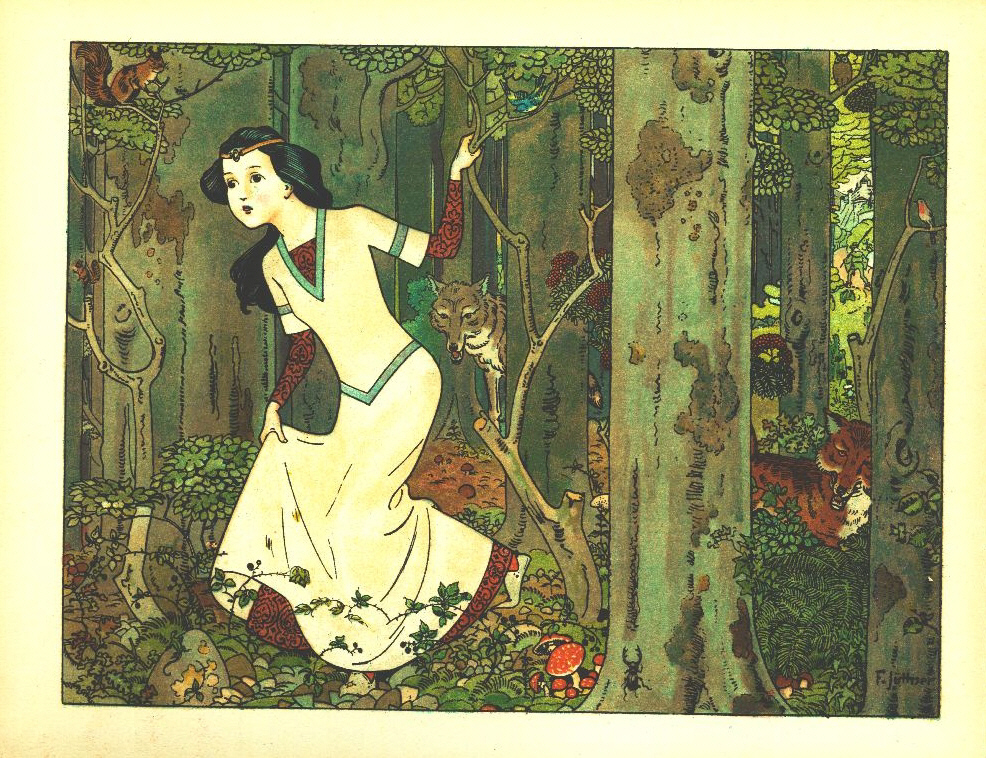
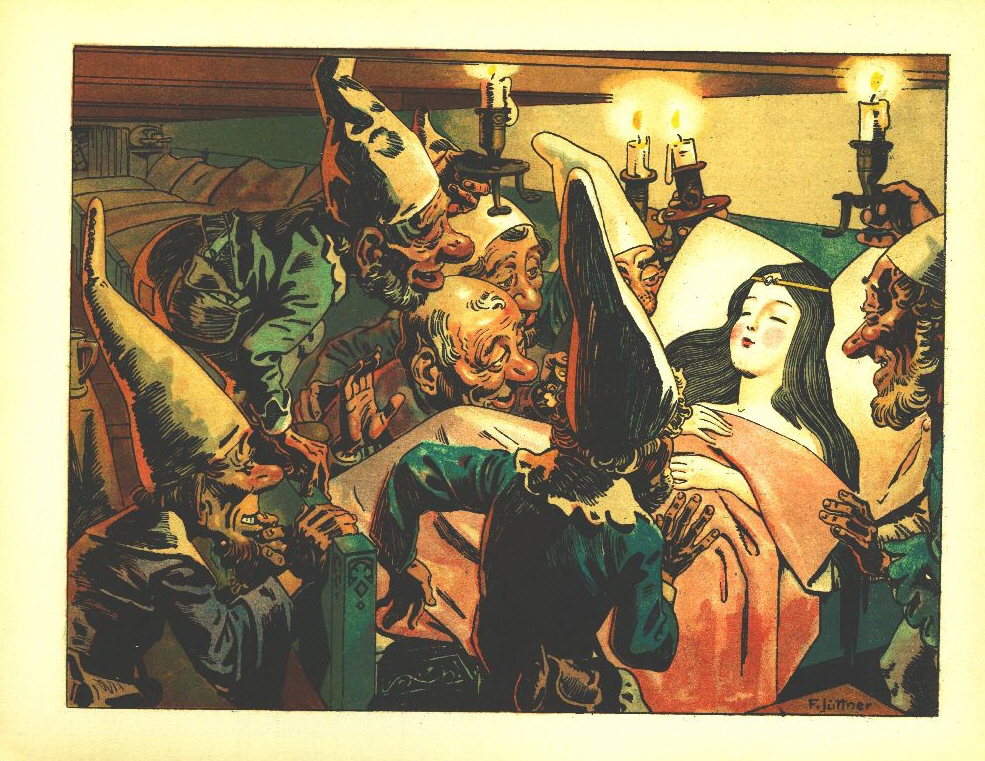
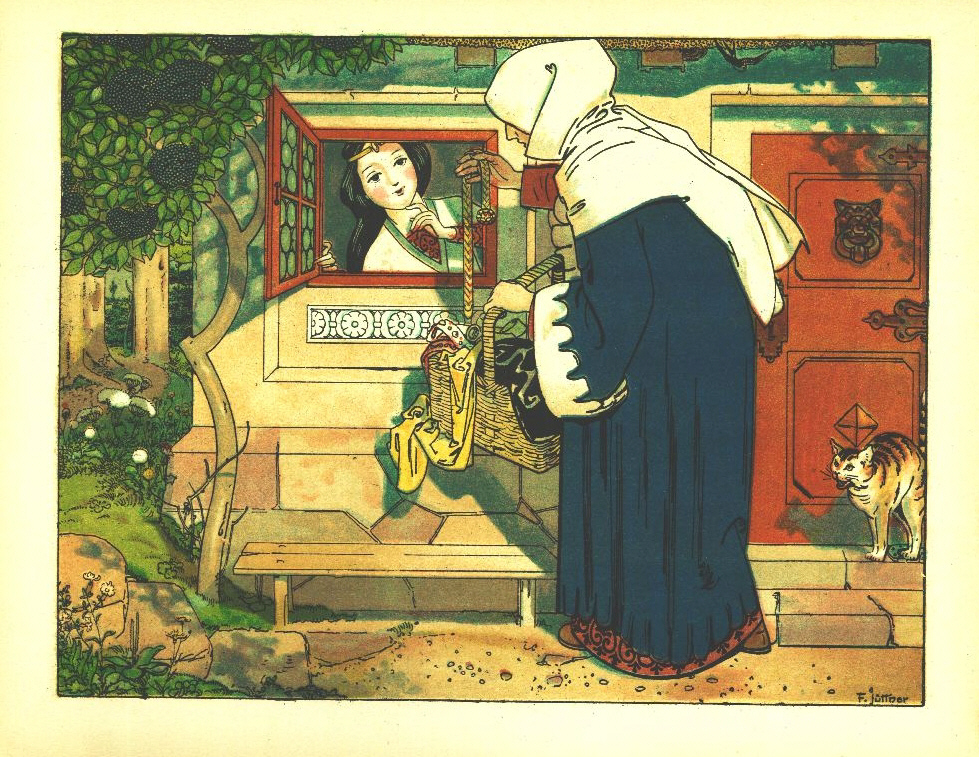
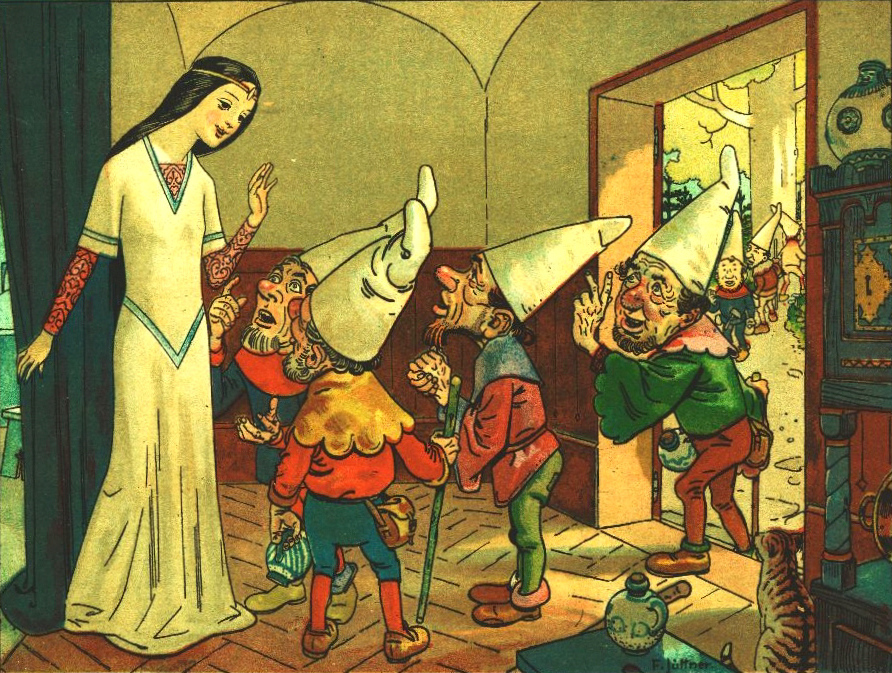
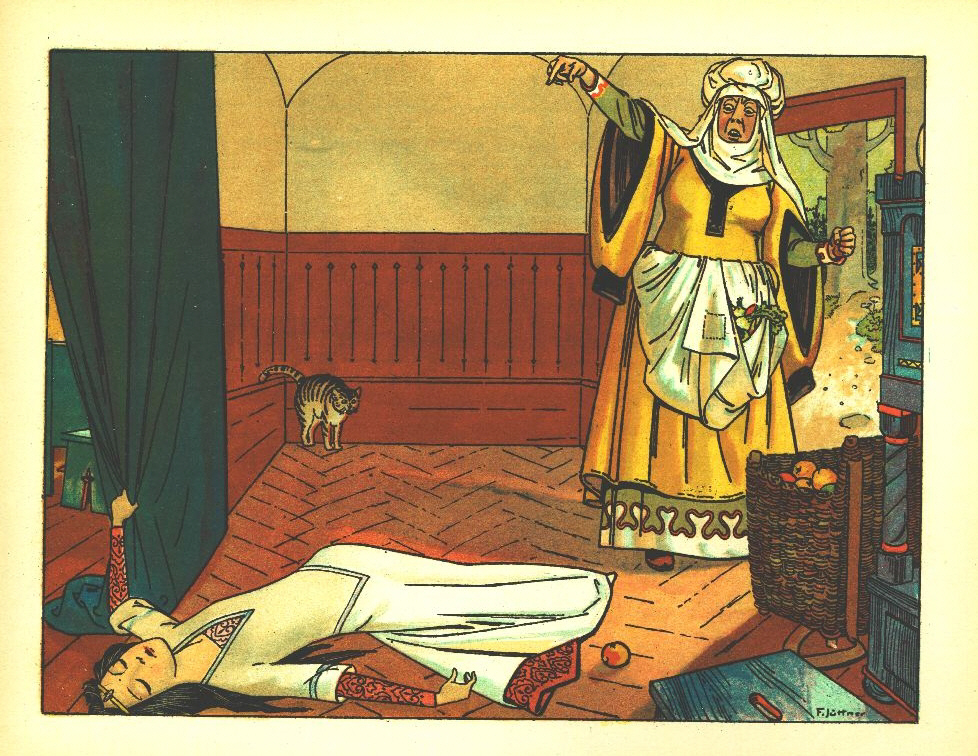
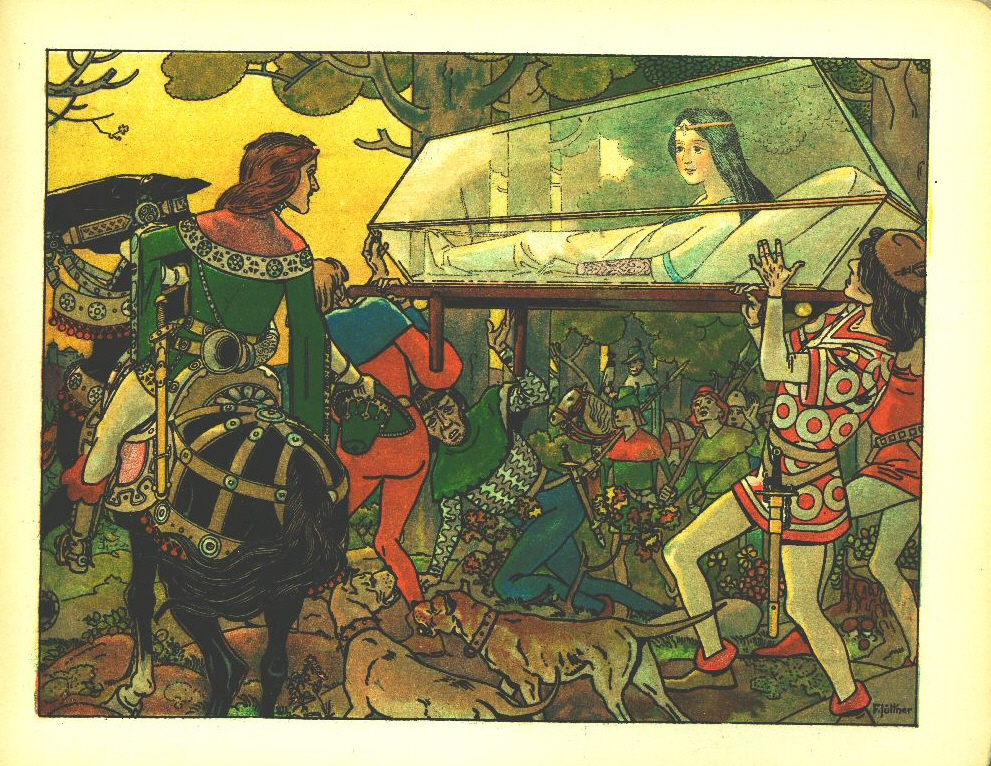
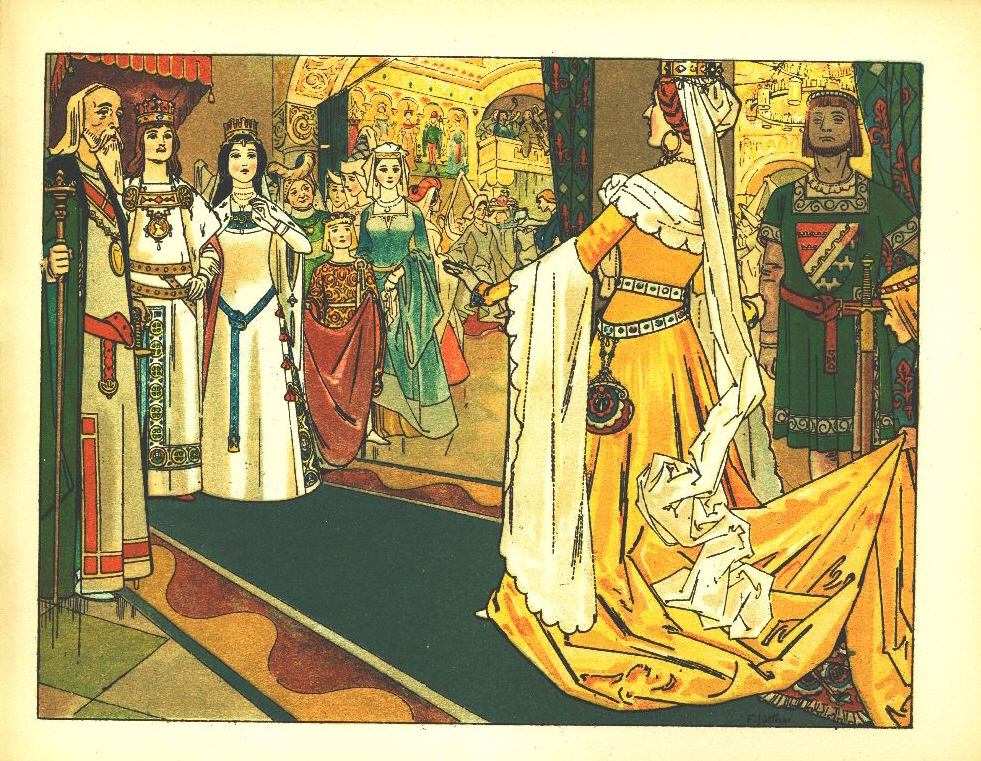